# Caricature

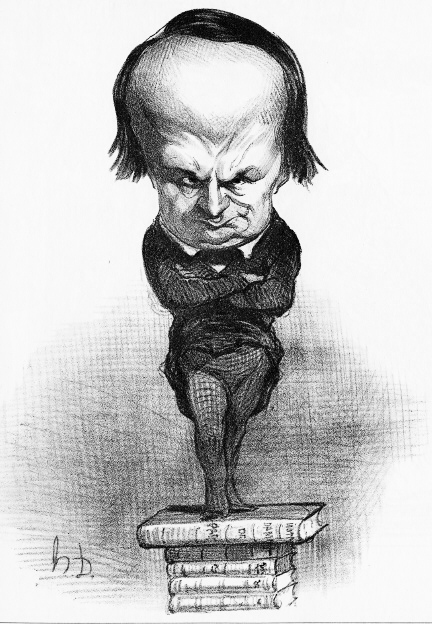
Victor Hugo caricaturé par Honoré Daumier dans Le Charivari du 20 juillet 1849.

Une caricature est un portrait peint, dessiné ou modelé qui amplifie certains aspects d'un sujet. Souvent humoristique, la caricature est un type de satire graphique quand elle accentue des aspects ridicules ou déplaisants. Devant être comprise au premier coup d'œil, elle s'appuie sur la connivence avec son public, sur un ensemble de codes communs liés aux sensibilités, aux traditions et au partage d'une vision identique de la société. Quand le sujet est une personne, elle utilise l'exagération de caractères physiques comme métaphore d'une idée. Quand il s'agit d'une situation, elle présente les mœurs ou le comportement de certains groupes humains sous une forme visiblement exagérée.
Par extension, en littérature, une caricature est une description qui charge certains traits, dans des genres comique ou satirique. En ce sens, on peut également parler de caricature au théâtre, au cinéma, en bande dessinée, etc. En particulier, la satire caricature volontiers une personne ou un personnage ridicules par leur prétention à vouloir être ce qu'elles ne sont pas.
La presse diffuse largement la caricature depuis l'introduction des procédés de reproduction typographique d'images au XIXe siècle. La caricature est souvent au service de la propagande, et attire pour cette raison la censure.

## Définition

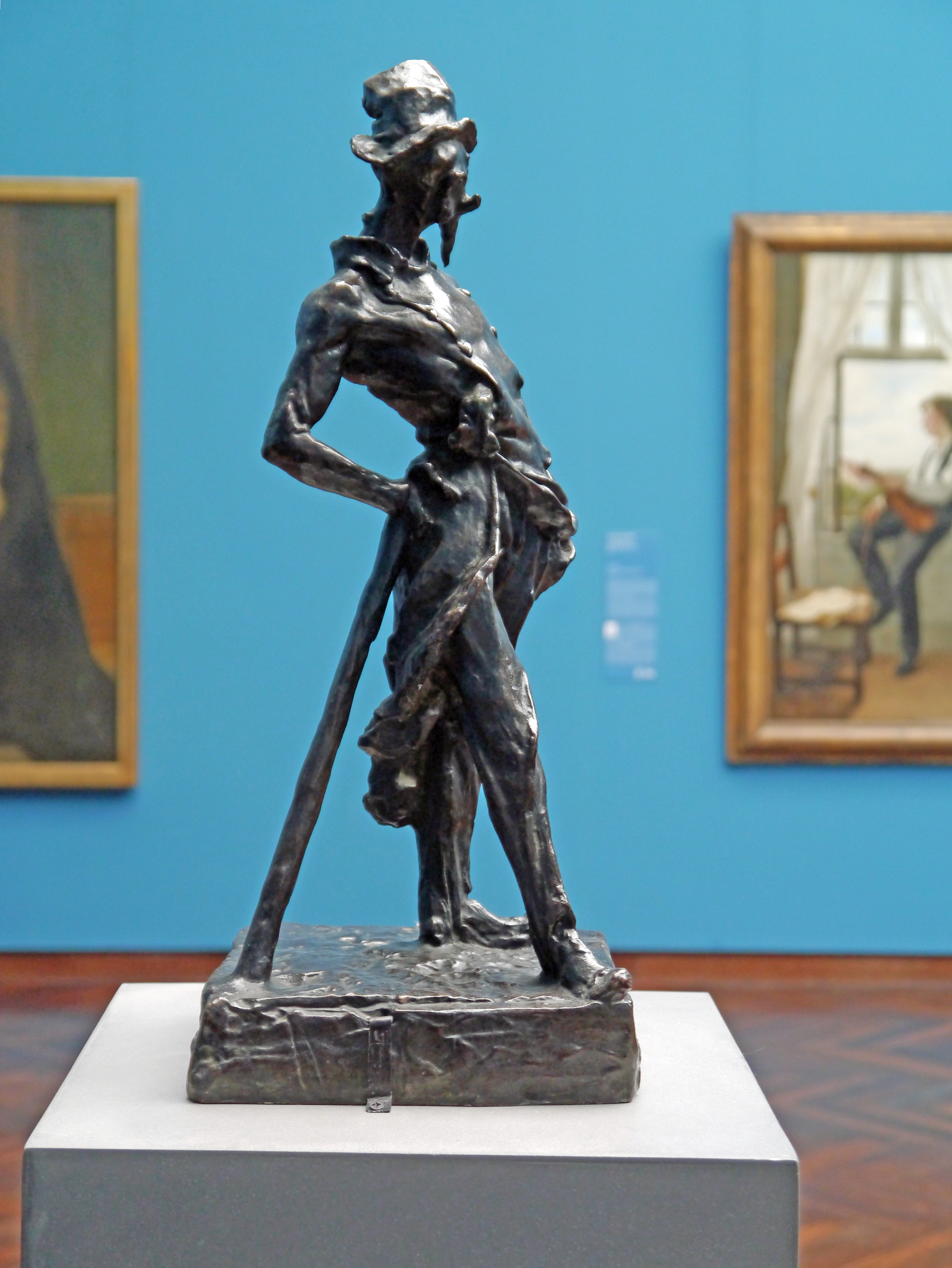
Ratapoil de Honoré Daumier.

Le mot « caricature » est la francisation de l'italien « caricatura », littéralement « charge d'une façon exagérée » (du verbe italien caricare, venu du latin carricare : charger, lester un char de poids), par extension « en rajouter ». Ce mot est en usage en France et en Angleterre depuis le début du XVIIIe siècle ; les Français tirent de l'étymon le mot « charge » et la notion de « portrait-charge » qui remporte du succès au XIXe siècle, puis le mot « caricature » pour une figuration à but polémique.
On donne beaucoup d'extension au sens du terme « caricature », qu'on applique à tous les arts. « Dès le moment où un personnage typique est violemment chargé (L'Avare, Le Bourgeois gentilhomme, le Père Ubu, etc.), on peut dire que c'est là une caricature. Toutefois, dans l'usage le plus courant, on réserve surtout le mot de caricature pour désigner une charge muant en grotesque non pas un type mais un individu personnellement désigné ».
L'Encyclopédie (1751), définit la « charge ». « C’est la représentation, sur la toile ou le papier, par le moyen des couleurs, d’une personne, d’une action ou plus généralement d’un sujet, dans laquelle la vérité et la ressemblance exactes ne sont altérées que par l’excès du ridicule. L’art consiste à démêler le vice réel ou d’opinion qui était déjà dans quelque partie, et à le porter par l’expression jusqu’à ce point d’exagération où l’on reconnaît encore la chose, et au-delà duquel on ne la reconnaîtrait plus ; alors la charge est la plus forte qu’il soit possible, ».

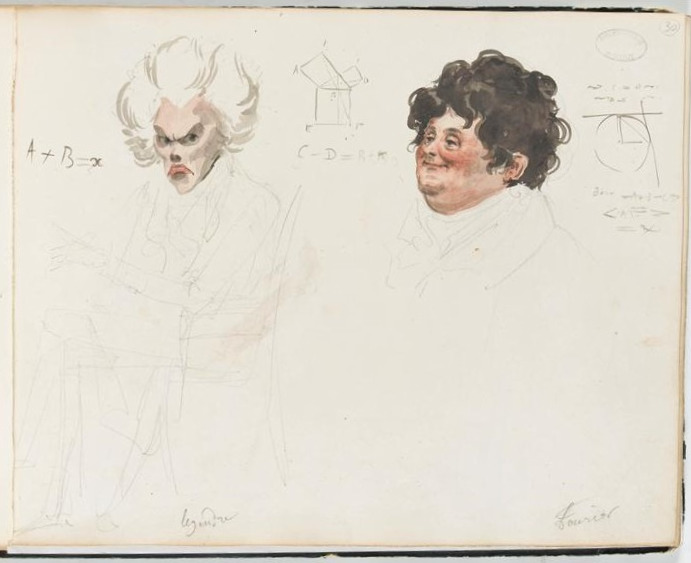
« Portraits charges » de 73 membres de l'Institut, les mathématiciens Legendre et Fourier par Boilly, 1820

Jules Barbey d'Aurevilly définit la caricature comme « l'outrance d'une vérité, d'une vérité déformée et outragée, mais cependant visible encore ». La caricature qui est une jubilation de l'excès cherche à provoquer une réaction émotionnelle à travers une transgression. En bousculant la bienséance et les règles de la représentation académique, elle a pour but de rendre visible ce que masque la vision convenue, de développer une culture de résistance au pouvoir politique ou de ridiculiser les institutions sociales et religieuses. Sa légitimité peut être mise en cause, d'autant plus lorsqu'elle est l'œuvre de la haine. On peut en effet dénigrer, par snobisme ou par envie, ce que d'autres admirent.
La « caricature de personne » utilise l'exagération de caractères physiques comme métaphore d'une idée ; la « caricature de situation » représente des événements réels ou imaginaires sous une forme visiblement exagérée et met en relief les mœurs ou le comportement de certains groupes humains.
Le corps est le principal objet de la caricature, et surtout le visage dont la déformation veut révéler les états d'âme et les dessous du sens. La caricature constitue « une sorte de viol de conscience : les barrières et les tabous, les aveuglements volontaires ou subconscients du destinataire sont balayés par une image, dont nous percevons tout d'abord le caractère formellement scandaleux ».

### Mode d'expression ambigu privilégié par la presse
Les caricatures sont une forme graphique du discours des médias. Elles sont une forme d’illustration qui véhicule des messages et des opinions dans le public. Les fonctions de la caricature incluent la propagande, la satire sociale, le commentaire et le divertissement humoristique.
Les caricatures politiques diffèrent des dessins humoristiques en ce que ces derniers représentent des blagues racontées de manière visuelle pour divertir le public, alors que les caricatures politiques utilisent l’humour pour communiquer un message directement politique. La caricature propagandiste cherche à provoquer le public et à l’inciter à s’engager, en insistant sur un point de vue politique, tout en accentuant les clivages dans la société. Le caricaturiste tente d’attirer l’attention des lecteurs, en transmettant une opinion, pour souligner un enjeu ou une contradiction. La caricature sert aussi à amuser et à divertir par le rire. Elle tente de faire ressortir des opinions et des réactions du public tant hostiles que favorables.

John Tenniel commente l'évolutionnisme en représentant Darwin en singe, The Hornet (1871).

La caricature idéologique exerce une fonction rhétorique, représentant une forme importante de la communication sociale, parce qu’elle porte sur le monde politique et aide à véhiculer des messages persuasifs. La presse charge les caricaturistes d’interpréter les évènements plutôt que d’informer sur la réalité. À travers leurs dessins, les caricaturistes associent des éléments iconiques à un message précis. Ils utilisent des figures de rhétorique comme le jeu de mots, la métaphore, la comparaison et l’allégorie, pour maximiser l’appel aux émotions du public et l’esthétique de l’image.
Généralement engagés, les caricaturistes de presse ont quelquefois défendu un socle de convictions comme :
- l'attachement à la liberté d'expression, régulièrement mise à mal par la censure ;
- l'attachement à la paix et aux valeurs d'un système politique ;
- la défense des droits civiques et l'appel à la vigilance citoyenne ;
- la défense de minorités silencieuses ou opprimées.Caricature antisémite de Charles Léandre représentant la supposée hégémonie de la famille Rothschild, couverture du journal Le Rire, 16 avril 1898.

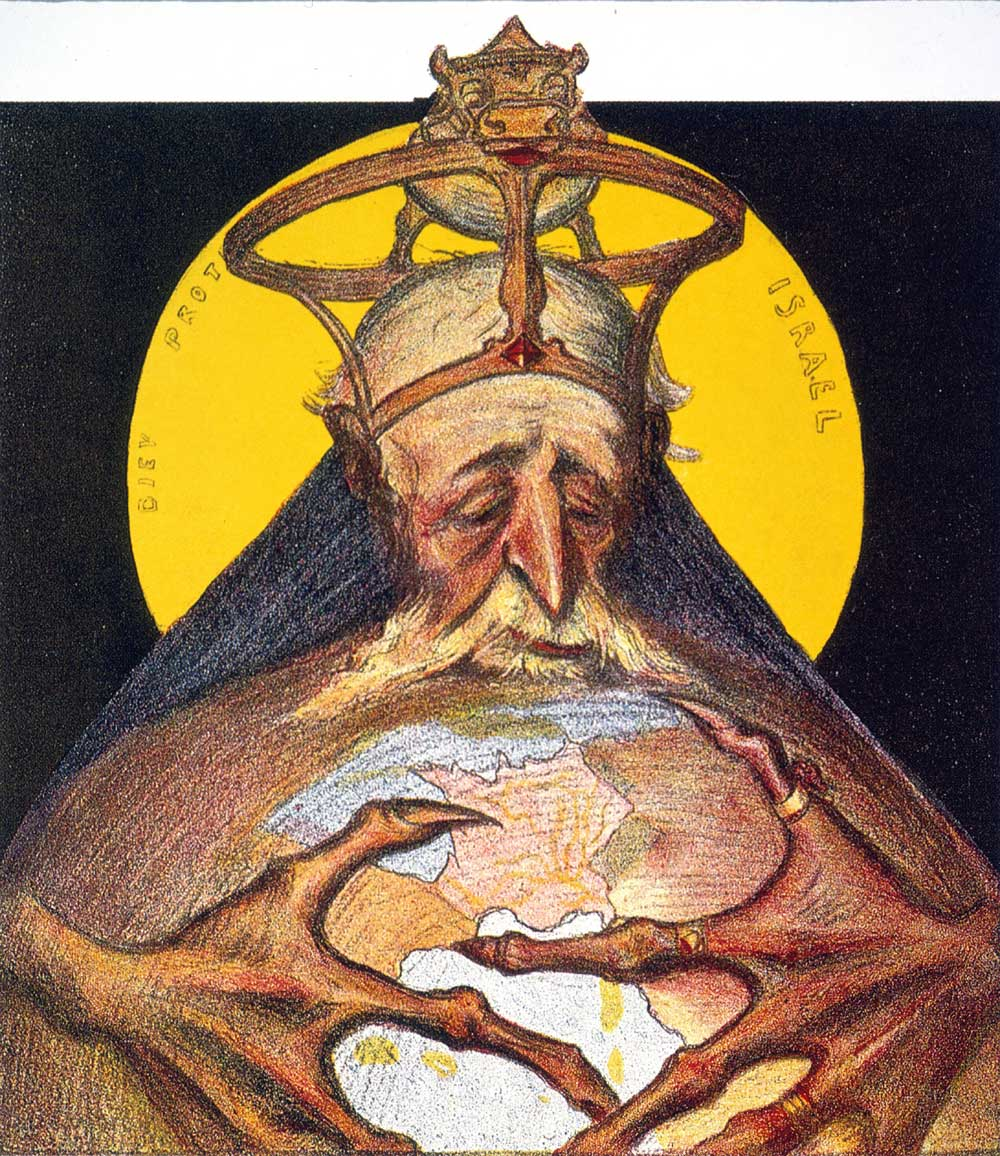
Caricature antisémite de Charles Léandre représentant la supposée hégémonie de la famille Rothschild, couverture du journal Le Rire, 16 avril 1898.

Cependant, Bergson remarque que « le rire est toujours le rire d'un groupe », et Baudelaire, qu'« il vient de l'idée de sa propre supériorité ». La caricature s'appuie sur les jugements de valeur de son public, c'est dire sur les préjugés du plus grand nombre. Quand elle abandonne la satire, c'est-à-dire la critique de soi-même, elle se prête à la promotion de l'intolérance en visant des groupes humains de toute nature. Exagération par nature, elle exclut de la communauté les sujets qu'elle lui montre. Faisant d'une particularité physique un stigmate, elle accentue l'étrangeté de ceux qu'elle présente et les figure en ennemis. Les propagandistes antisémites des années 1880-1905 et de la période 1930-1944 ont largement exploité ces effets, installant par la caricature la fiction du « Juif prédateur »,.

### Techniques
Les caricatures politiques représentent des dessins à effets sensationnels et sont exécutées dans des délais rapides, ayant pour but de capturer l’essence d’un enjeu ou d’un évènement politique. Ils aident à synthétiser une multitude d’informations politiques afin de la rendre accessible au public.
Les caricaturistes se concentrent davantage sur l’aspect esthétique de l’image, pour séduire et répondre aux attentes esthétiques des lecteurs. L’approche et les techniques des caricaturistes consistent à exagérer les traits physiques et symboliques de leur sujet. Ce processus artistique comprend l’utilisation de composition picturale, de textes, de symboles et d’humour. L’apparence de simplicité de ce type de caricature dissimule la complexité des enjeux politiques abordés par les caricaturistes.
L’effet des caricatures politiques sur le public dépend de la capacité du caricaturiste à capturer l’enjeu politique en une image. Leurs interprétations dépendent de la connaissance que détient le public sur les acteurs et l’actualité représentée, ainsi que sur son niveau d’intérêt et sa familiarité avec le sujet.
Les principales techniques de dévaluation utilisées par les caricaturistes sont la dégradation (bouffonnerie), l'exagération (grotesque) ou la contradiction (absurde).

## Histoire

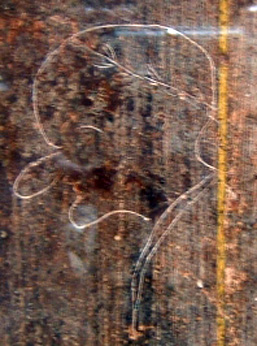
Caricature d'un politicien découverte à Pompéi.

### Antiquité
Les sociétés grecque et romaine semblent avoir réuni les conditions de l'éclosion de la caricature. Elles l'ont sans doute connue l’une et l’autre, fût-ce à l’état embryonnaire.
Aristophane et Aristote citent le nom d'un caricaturiste grec, Pauson qui, selon le philosophe, peignait ses modèles « plus laids que nature ». Pauson se classe parmi les grotesques, mais les allusions de ces auteurs montrent qu'il a peint des portraits-charges de ses contemporains.
On a trouvé des caricatures peintes sur des vases grecs et, du côté romain, sur les murailles d'Herculanum et de Pompéi ; on en a même rencontré dans les ruines et sur les papyrus de l'ancienne Égypte sans oublier les personnages à tête de singes sur certaines poteries gauloises. Il s'agit cependant plus de parodies, de satires, que de caricatures proprement dites.

### Renaissance et époque classique

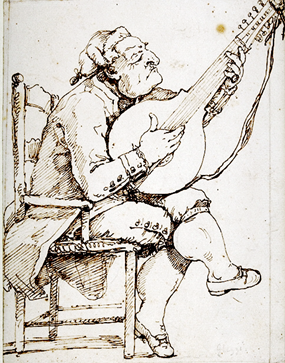
Un musicien croqué par Ghezzi vers 1730.

La Renaissance, avec la naissance de l'art du portrait individualisé qui accompagne la promotion de l'individualisme et le retour au naturalisme) et la Réforme protestante, avec l'exploitation de portraits-charges dans un contexte de conflit religieux voient, parallèlement au développement de l'imprimerie qui permet la diffusion des dessins sur des feuilles volantes, l'essor de dessins satiriques politiques et religieux avec des illustrateurs comme Lucas Cranach l'Ancien, Hans Holbein ou Niklaus Manuel, auteurs d'estampes grotesques antipapistes.
La caricature de personne au sens strict (art de déformer les visages sans enfreindre l'identification et la reconnaissance des personnes) apparaît au XVIe siècle, l'historien d'art Giorgio Vasari évoquant les jeux d'ateliers durant lesquels les artistes « chargent » les portraits, notamment les frères Carrache qui chargent aussi bien leurs élèves, leurs amis qu'eux-mêmes.
L'expression « portrait-charge » date de cette époque[réf. souhaitée] et fera florès au XIXe siècle.
Peu après, les livres de nez (neusboekje) gravés sur bois se vendent en Hollande avec les almanachs.
Selon Gombrich, la caricature n'apparaît que bien plus tard que le portrait parce qu'elle suppose de « comprendre la différence entre la ressemblance et l'équivalence ».
Amplifier démesurément des signes distinctifs, ne conserver que ceux-ci comme le faisait le Bernin dans ses dessins peut supprimer entièrement la ressemblance, dès lors que les traits remarquables permettent au spectateur d'établir une équivalence entre le dessin et le personnage.

### Révolution anglaise
Selon Annie Duprat, la caricature politique est l'une des plus extraordinaires créations de la liberté révolutionnaire. La Glorieuse Révolution amène, après 1690, un certain vent de libertés en Angleterre : les arts et la littérature peuvent s'exprimer à moindre contraintes, par le biais de la satire, l'insolence, l'« Humor ». En France, le même élan se produisit pendant la Régence entre 1716 et 1723, suivi par une période d'anglomanie qui prend fin en 1756 à cause de la guerre.

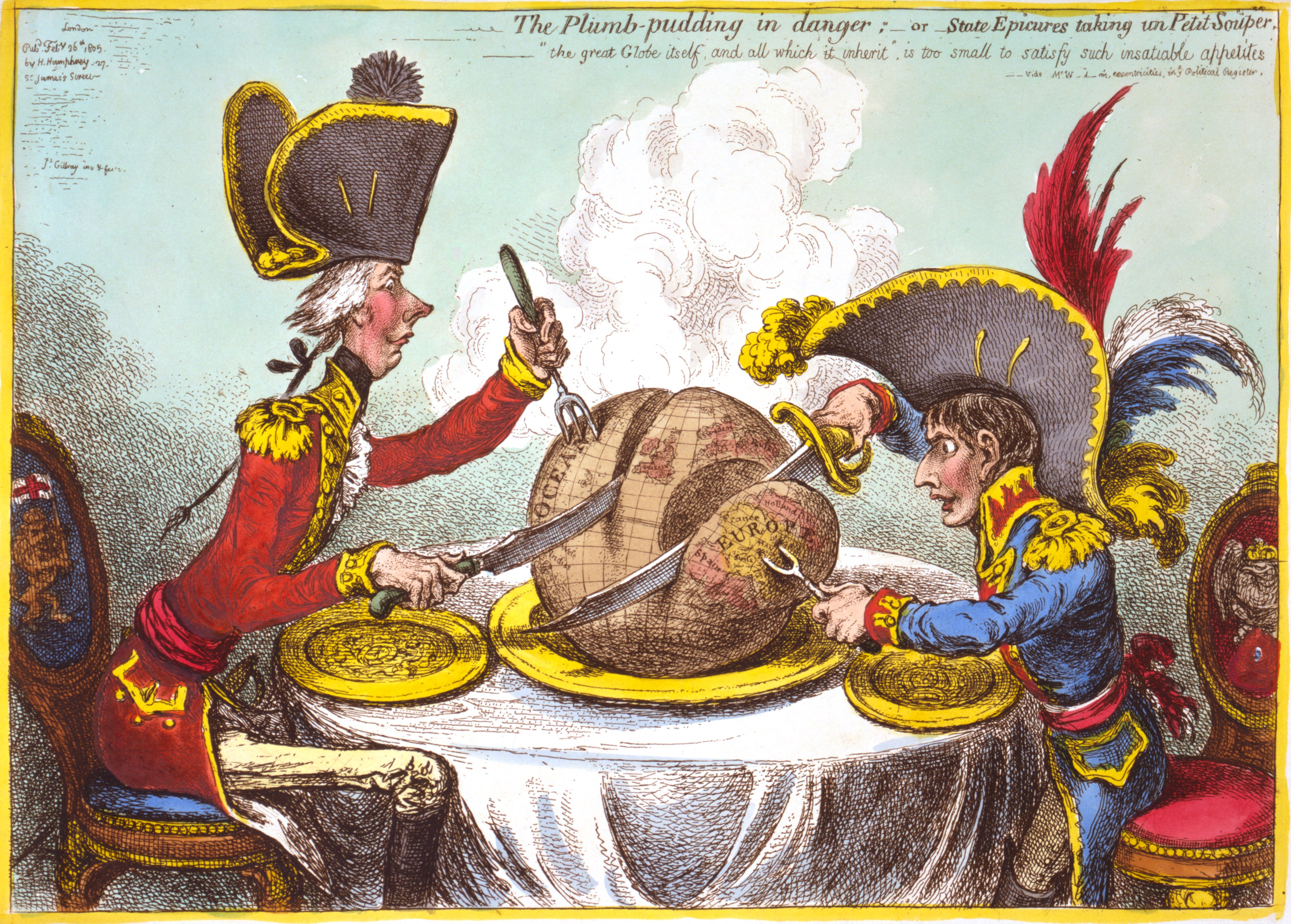
Le Plumb-pudding en danger, de James Gillray (1805), montre Pitt et Napoléon se partageant le globe terrestre comme un gâteau. Cette caricature a été élue meilleur dessin politique de Grande-Bretagne.

Considérée comme un genre médiocre par les peintres, elle s'épanouit avec l'extension des arts graphiques et la professionnalisation de dessinateurs, illustrateurs et graveurs qui apparaissent à Londres dans les années 1750. Les premiers véritables caricaturistes au sens moderne, Henry William Bunbury, James Sayers, James Gillray, Thomas Rowlandson, William Dent (fl. 1783-1793), Isaac et George Cruikshank, sont les héritiers spirituels du peintre William Hogarth. Considéré comme le père de l'estampe satirique anglaise, Hogarth est l'un des premiers artistes à montrer l'envers des décors mondains, la réalité des bas-fonds (cabarets, tripots, bordels), la face cachée des milieux corsetés de la politique et de la diplomatie, les prétentions et les excentricités bourgeoises, les scandales propres à la cour (le règne de Georges III en est rempli). Il n'est toutefois pas le seul de son temps, où l'on relève Arthur Pond et son fameux recueil de caractères inspiré des dessins de maîtres italiens (1743), ou certaines gravures de Thomas Patch. Non seulement l'art du dessin italien à la manière des caricaturas fut déterminante, mais c'est aussi sans compter l'influence des « scènes grotesques » flamandes et hollandaises façon Adriaen Brouwer, ainsi que les satiristes français de l'époque de la Régence (1715-1726), car de nombreux dessinateurs et graveurs français travaillaient à Londres.
Les dessins étaient gravés au départ sur cuivre, en eau-forte, ce qui en augmentait le coût (1 schilling en moyenne, mais certaines beaucoup plus). De fait, se développa un marché noir, les gravures étaient piratées et copiées sur bois, moins cher. Les estampes produites ainsi se multipliaient et étaient ensuite coloriées à la main puis vendues en moyenne 6 pence la feuille sur Covent Garden avec grand succès. La censure s'exerçant sur l'écrit mais pas encore sur les images, les caricatures sont vendues dans les boutiques de caricatures qui n'hésitent pas à les mettre sur leurs devantures.
Entre 1789 et 1815, leurs cibles privilégiées les plus féroces sont souvent la France, les excès de la Révolution et Napoléon, ce dernier étant l'objet de caricatures aussi bien hostiles que célébrant son génie ou tournant en dérision ses ennemis.

### Presse industrialisée

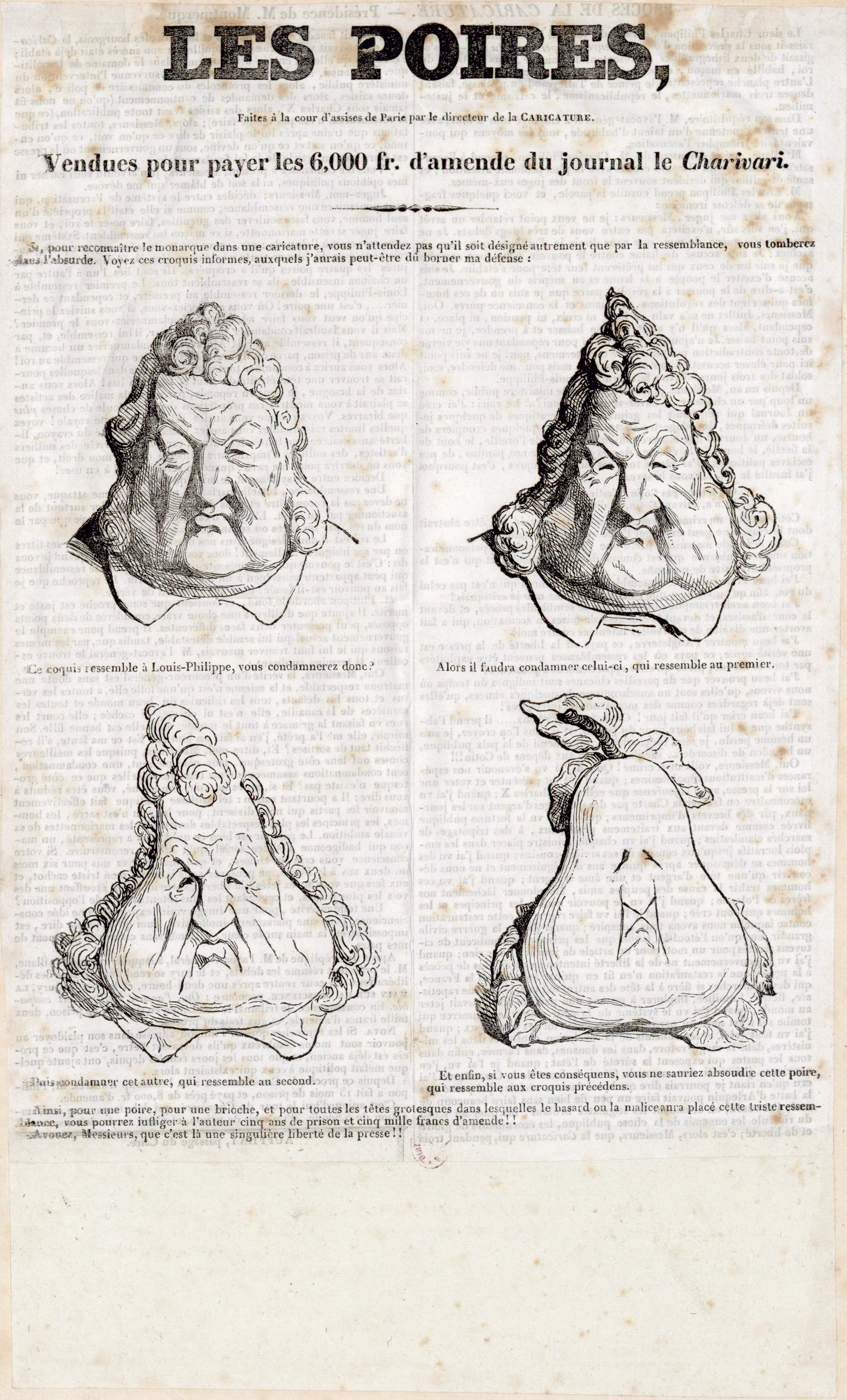
Les Poires par Honoré Daumier.

Au XIXe siècle, avec la croissance de la presse de masse et l'invention en 1796 de la lithographie, la caricature politique acquiert une très grande importance au Royaume-Uni puis en France. Le roi Charles X rétablit la liberté de presse en 1824 en proclamant la suppression totale de la censure, ce qui favorise la multiplication de caricatures qui se mettent à brocarder sa sottise, sa bigoterie et sa prétention. Charles X instaure une loi restrictive de la liberté de la presse en 1827. C'est par les Ordonnances de Saint-Cloud, qui suspendent la liberté de la presse, qu'il provoque la révolution de Juillet. Frileuse et stérilisée par la censure en France, la caricature voit son essor sous le régime libéral du roi Louis-Philippe soutenu par la bourgeoisie en 1830. Mais dès l'année suivante, les caricatures, principalement celles s'attaquant au roi, irritent le pouvoir politique qui sous forme de procès, de saisies, d'amendes et même d'emprisonnement, réimpose la censure. La loi sur la presse du 9 septembre 1835 épargne la presse écrite, mais réprime durement la satire graphique, ce qui radicalise les rédactions qui font de leurs journaux un organe de combat républicain pour essayer d'ébranler le régime.
Honoré Daumier, Grandville ou Gustave Doré sont les grands caricaturistes de la monarchie de Juillet. Daumier fait ses débuts dans la presse comme caricaturiste politique. Ses premières planches sont publiées dans La Silhouette (fondé en 1829), puis dans La Caricature et Le Charivari dirigé par Charles Philipon. Daumier passe six mois en prison pour avoir figuré Louis-Philippe en Gargantua puis reprend le motif de la poire créé par Philipon, lui-même condamné à six mois de prison pour « outrages à la personne du roi ». La loi du 9 septembre 1835 proscrivant la caricature politique, les caricaturistes se lancent dans le dessin de mœurs en s'intéressant aux types sociaux représentatifs, notamment avec la série des Cent et Un Robert Macaire, critique voilée du pouvoir. La satire de mœurs alterne alors avec la satire politique au gré des événements politiques et des restrictions en matière de liberté d'expression. Au milieu du siècle, Baudelaire distingue les caricatures « qui ne valent que par le fait qu'elles représentent [qui] ont doit à l'attention de l'historien [mais] disparaissent comme les feuilles volantes du journalisme », de celles qui « contiennent un élément […] qui les recommande à l'attention des artistes ». Pour ces dernières, il reconnaît le talent caricaturiste de Carle Vernet, Pigal, Daumier, Monnier, Grandville, Gavarni, Trimolet, Traviès et Jacque.
Des magazines comme La Caricature (1830-1843) ou Le Charivari (1832-1937), prototypes des journaux de satire engagés, Punch (1841-1992), Fun (1861-1901) ou Judy (1867-1907) s'y spécialisent. Les caricaturistes sont à cette époque presque tous des hommes, hormis Marie Duval en Angleterre ou Octavie Rossignon en France,.

#### Anticléricalisme
L'anticléricalisme apparait dans la langue politique dans les années 1850-1860 à travers des journaux et des livres, et se trouve utilisé lors de la campagne électorale de 1863.

Pour mener à bien son projet dont la laïcité est le but - soit la volonté d'organiser la société en dehors de la religion -, l'anticléricalisme s'appuie notamment sur la publication de caricatures en prenant comme supports des organes de presse de l'époque comme Le Journal amusant (1856-1933), Le Grelot, (1871-1907), La Petite Lune (1878-1879), La Lanterne (1877-1938), L'Anti-clérical (1879-1882), Monde plaisant, (1878-1885), La Calotte (1897-1902, 1905-1912, 1930-à nos jours),, Le Fouet (1899-1900), L'Assiette au beurre, (1901-1912, 1921-1925), La Cravache (1904), Les Corbeaux (1904-1909), Les Hommes du jour, (1908-1919), Le Libre penseur de France et de libre pensée universelle (1910-1914), L’Idée libre (1911-à nos jours), etc.

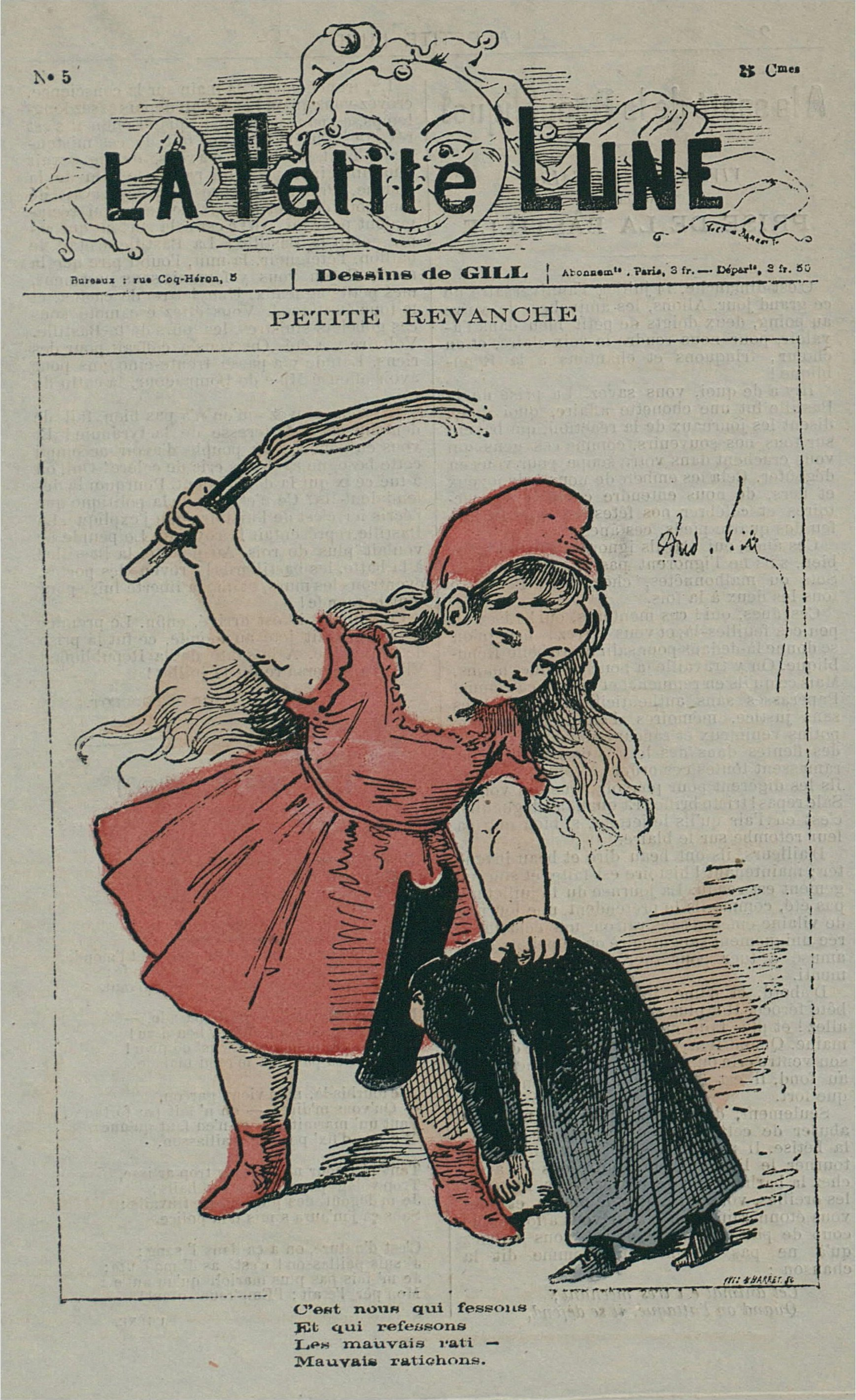
Marianne enfant fesse un curé avec un martinet, La Petite Lune (André Gill, 1878-79)
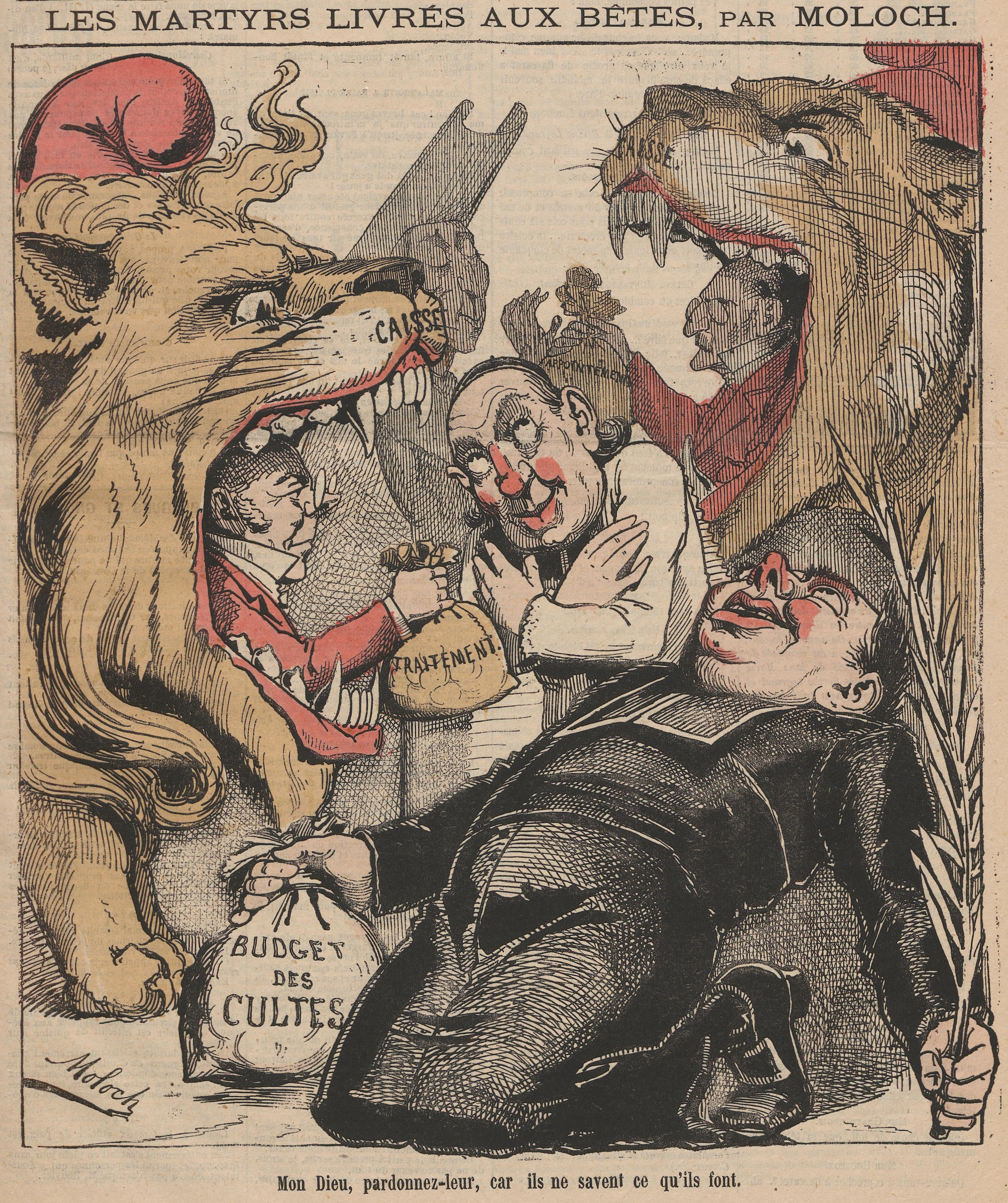
Martyre du clergé catholique livré aux fauves de la République qui leur donnent le Budget des Cultes, Le Grelot (Hector Moloch, 1880)
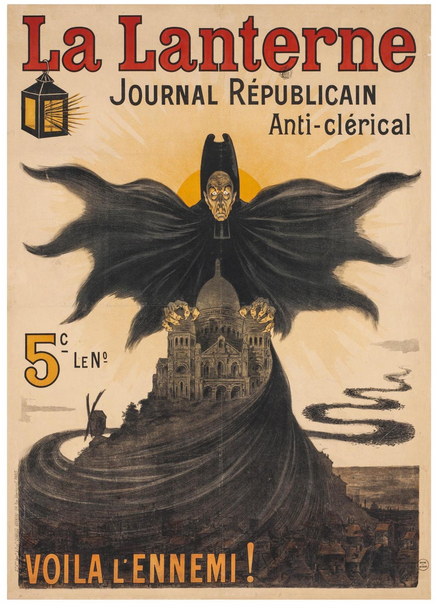
« Voilà l'ennemi ! », La Lanterne (Eugène Ogé, 1902)
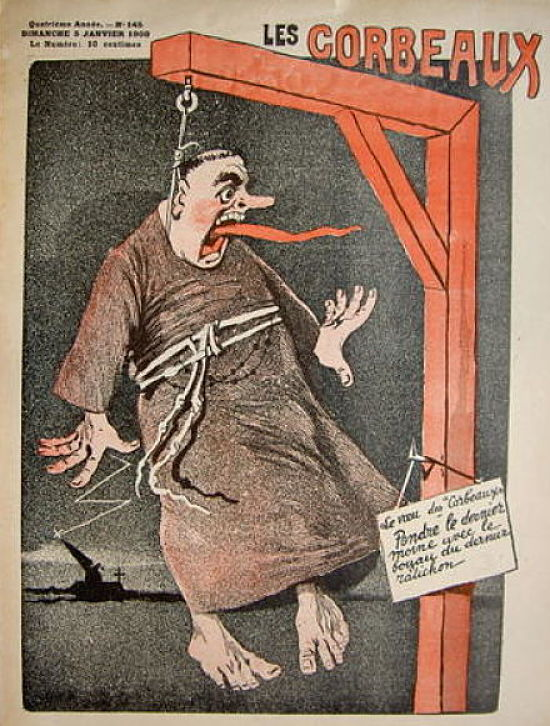
« Pendre le dernier moine avec le boyau du dernier ratichon », Les Corbeaux (1908)

#### Caricature moderne
La caricature moderne connaît un théoricien précurseur en Suisse en la personne de Rodolphe Töpffer qui fait remarquer que pour raconter quelque chose en images il n'est pas nécessaire d'imiter la nature, comme cherchent à le faire les artistes de son époque. Le dessin linéaire, écrit-il, est un symbolisme purement conventionnel ; il peut servir puissamment pour le bien ou pour le mal, sans tous les exercices que s'imposent les artistes. La caricature politique se développe en Allemagne à partir de la révolution de Mars 1848, avec notamment Wilhelm Scholz dont les caricatures de Bismarck et de Napoléon III consacrent la notoriété.
En France, l'âge d'or de la caricature politique et du dessin de presse a lieu entre le vote en 1881 de la loi sur la liberté de la presse et le début de la Grande guerre en août 1914.

#### Au Canada
La caricature au Canada français apparait en 1850, avec un premier dessin de William Leggo publié dans le Journal de Québec. Au Canada anglais, elle serait apparue en 1870, lorsque John W. Bengough, un caricaturiste politique canadien, commence à publier pour l’hebdomadaire satirique Grip (en), en créant une caricature du premier ministre du Canada, John A. Macdonald,. Les articles et les éditoriaux constituaient la principale source d’information quant au progrès politique ainsi qu’à l’opinion publique, et c’est à travers ces caricatures que sont représentées les préoccupations du public. Les caricatures politiques dans les journaux canadiens étaient davantage utilisées pour contredire l’opinion de l’éditorialiste.
Dès les années 2000, les caricaturistes se retrouvent plus fréquemment syndiqués ou remplacés par des pigistes, et les caricatures publiées dans les journaux reflètent plutôt les opinions et les positions qu’entretiennent les journaux. Les caricaturistes se tournent davantage à l’Internet, pour faire circuler leurs illustrations. L’art de la caricature est protégé sous la Charte canadienne des droits et libertés, garantissant la liberté d’opinion et d’expression, protégeant les caricaturistes contre la censure.

### XXesiècle
Au début du XXe siècle, Hansi met la caricature au service de son combat contre l'annexion de l'Alsace. La caricature, jusque-là confinée dans des publications spécialisées, fait, grâce à la technique de la phototypie puis de l'héliogravure, son entrée dans les quotidiens d'information. En 1896 naît en Allemagne Simplicissimus inspiré du périodique français le Gil Blas illustré, puis, en France, entre 1901 et 1912, sort L'Assiette au beurre qui propose de cibler sous forme d'album des thèmes spécifiques. De 1906 à 1918, la censure se fait sentir aussi bien en France qu'en Allemagne, sur des sujets sensibles comme la religion, la sexualité, l'impérialisme, le colonialisme, l'armée… Avant 1914, de nombreux caricaturistes ont fustigé le nationalisme et ont cherché à ridiculiser l'esprit belliqueux qui allait conduire à la Grande Boucherie.
Durant la Première Guerre mondiale, les caricatures nationalistes, souvent haineuses, sont à leur apogée : rares sont les dessinateurs qui osent s'attaquer à la logique guerrière. En septembre 1915 naît Le Canard enchaîné qui contient au début principalement des écrits.

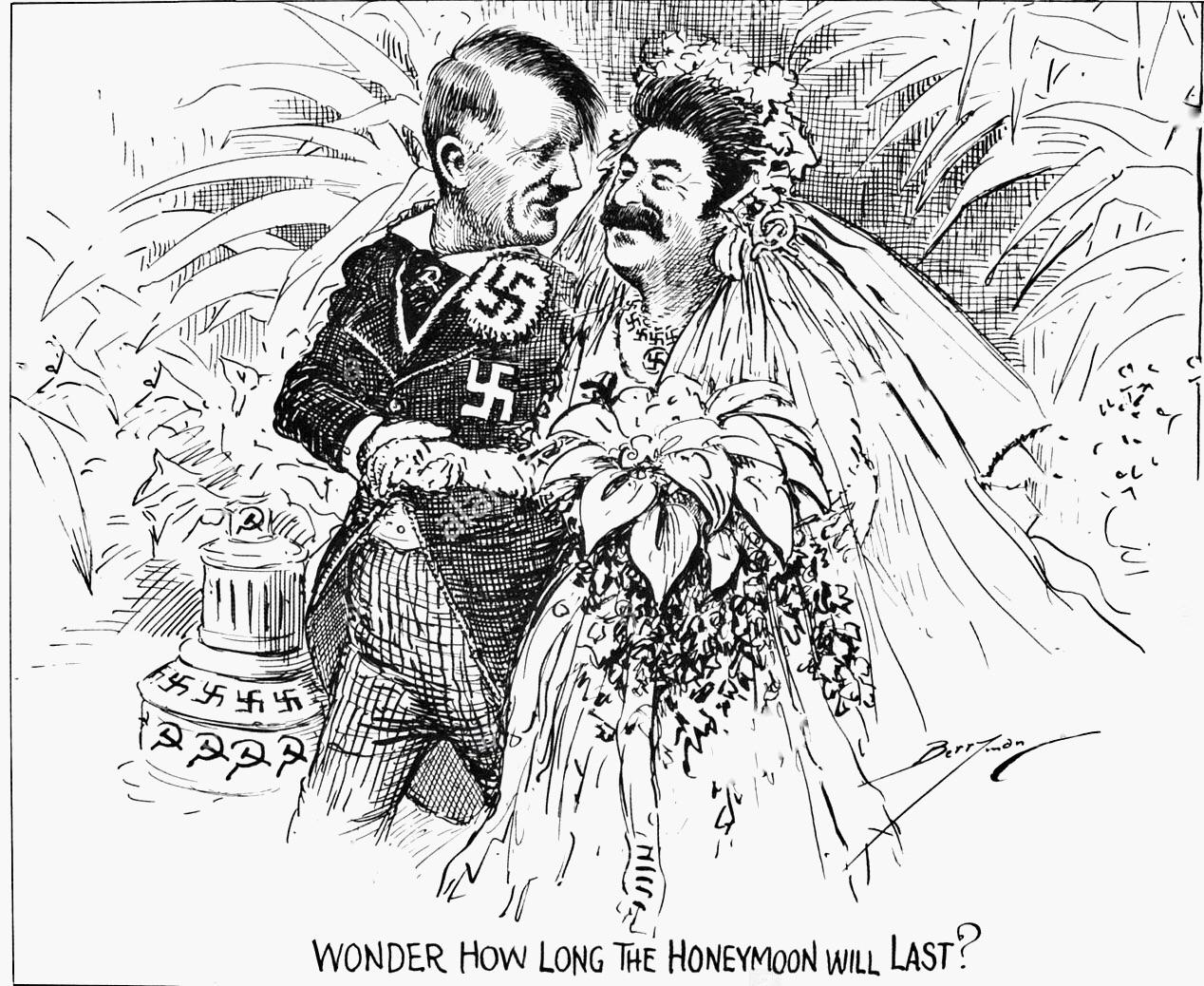
Hitler et Staline signent le Pacte germano-soviétique en août 1939, mais « combien de temps la lune de miel va-t-elle durer ? » Caricature de Clifford Berryman, The Washington Star, 9 octobre 1939.

Le Troisième Reich ainsi que l'Union soviétique inspirent les caricaturistes britanniques et américains, tant dans la presse que sur les affiches de propagande mais également au cinéma, avec Le Dictateur de Charlie Chaplin (1940).
Après la Libération, le métier des caricaturistes évolue vers celui de journalistes-dessinateurs qui commentent l'actualité. Sous la Quatrième République s'illustrent les caricaturistes Jean Sennep, Jean Effel, Roland Moisan et Jacques Faizant puis sous la Cinquième République Siné, Jean Effel, Tim, Calvi , Plantu, Jacques-Armand Cardon, Sacha Strelkoff, Philippe Delestre.
En 1960 naît Hara-Kiri mensuel autour des dessinateurs Cabu, Topor, Gébé et Wolinski. Il devient en 1969 Hara Kiri hebdo ; interdit en novembre 1970 après une couverture sarcastique sur la mort de Charles de Gaulle, il renaît en juillet 1972 sous le titre Charlie Hebdo, qui disparaît, faute de lecteurs, en 1982. Le titre reparaît dix ans plus tard avec de nouveaux collaborateurs, entre autres les caricaturistes Charb, Tignous, Honoré autour de Gébé (mort en 2004) Cabu et Wolinski. Le traitement de l'islam par l'hebdomadaire à partir des années 2000 lui attirent critiques et menaces terroristes, qui aboutiront tragiquement à l'attentat contre Charlie Hebdo du 7 janvier 2015 revendiqué par Al-Qaïda dans la péninsule Arabique, qui fait 12 morts.
La caricature politique se pratique aussi en relief et en mouvement, à la télévision comme Les Guignols en offrent en France un exemple.

## Les nouveaux médias

### La caricature à l'âge de l'information
Après 1990, les sites web et les réseaux sociaux diffusent des caricatures de personnages célèbres dans le monde entier[réf. souhaitée]. Selon un article de Fernando Alfonso III, paru dans The Daily Dot, plus de 1000 caricatures de l'américain DonkeyHotey ont été déposées sur Flickr depuis 2010 jusqu'au 7 novembre 2012. Ce journaliste explique également le procédé de cet artiste qui combine le dessin, le collage, l'illustration, l'utilisation du logiciel Photoshop et d'une tablette graphique. D'autres artistes utilisent les moyens traditionnels du dessin[réf. souhaitée].

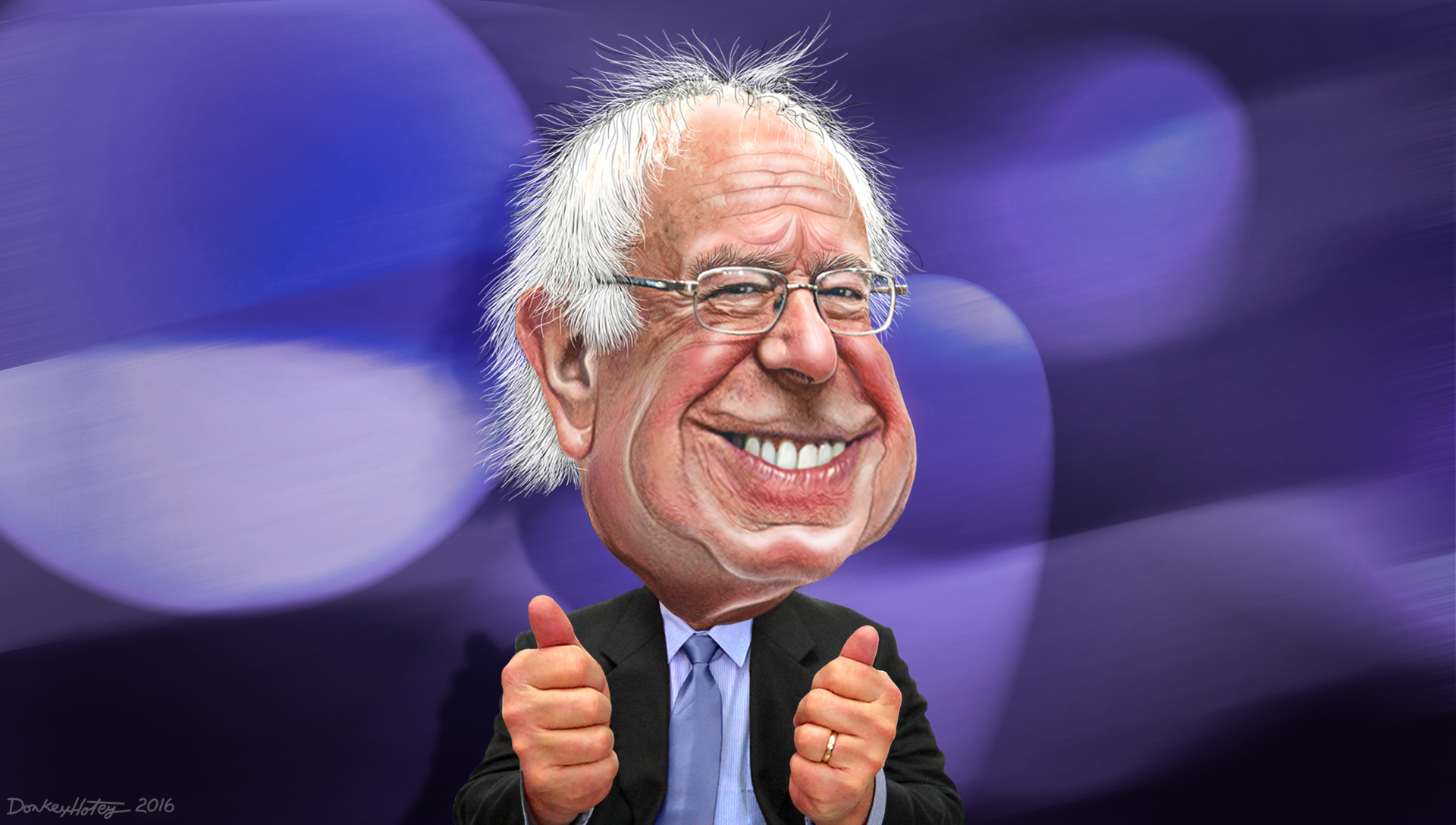
Bernie Sanders caricaturé par DonkeyHotey (2016).

Internet et les nouvelles technologies donnent l’opportunité aux caricatures politiques d’élargir la sphère publique de la communication politique. La numérisation de ces caricatures contribue au débat démocratique, puisqu’elle introduit un nouveau média de la communication. Ce média permet l’émergence de nouveaux discours politiques, sur des plateformes autant traditionnelles que numériques, afin de cibler des publics variés. L’Internet laisse place à une médiatisation croissante de la caricature politique et peut contribuer aux tensions politiques et interculturelles. La marge de manœuvre créative des caricaturistes concernant des sujets controversés ou délicats à aborder peut être exposée à des menaces de censure.

### Caricaturistes duXXIesiècle
Les caricaturistes œuvrent souvent sous divers pseudonymes. Plusieurs salons consacrés à l'humour ou la satire leur permettent de rencontrer leur public,.

## Droit
En France, le droit à la satire est reconnu comme un élément de liberté d'expression. L’article L 122-5 du Code de la propriété intellectuelle aménage certaines exceptions au droit d'auteur : il en est ainsi notamment de la parodie, du pastiche et de la caricature, compte tenu des lois du genre. Le droit de caricaturer est soumis, comme les autres éléments du droit de la presse, à l'appréciation des tribunaux. Une personne qui mène une vie tranquille et retirée peut légitimement s'opposer à la publication d'une caricature ; tandis que celle qui s'expose volontairement à la publicité ne peut le faire qu'en invoquant des délits comme la provocation à la haine. En définitive, la caricature est un mode d’altération de la personnalité où l’excès est la loi du genre et qui est consacré par la jurisprudence en droit français qui autorise le droit à l'insolence, à l'outrance et à la parodie lorsqu'il s'agit de fins humoristiques, les limites imposant « que le but poursuivi soit humoristique, à l’exclusion de toute intention de nuire et que l’image soit exagérément grotesque sans quoi une atteinte au droit à l’image de la personne caricaturée peut être retenue »,.

## Limites
Par son grotesque subtil ou grossier, la caricature déshumanise celui ou ce qui est l'objet de la charge. Elle est souvent un outil de la propagande. « C'est pourquoi elle dérange, attire la surveillance des pouvoirs et témoigne du degré de liberté d'expression d'une société ».
Les limites de l'expression de la caricature dans les pays démocratiques sont fixées par les lois de censure, mais dépendent également d'autres facteurs : degré de tolérance collective de la société et des groupes qui la composent, niveau d'acceptation des cibles, d'où la morale personnelle du caricaturiste, la ligne éditoriale de son journal ou des pressions politiques qui peuvent conduire à l'autocensure ; limites rhétoriques en raison du fonds restreint de formules ; représentationnelles liés à la difficulté de représenter certains concepts…

#### Bases de données et notices
- Ressource relative à la santé :   - Medical Subject Headings
- Ressource relative aux beaux-arts :   - Grove Art Online
- Ressource relative à l'audiovisuel :   - France 24
- Notices dans des dictionnaires ou encyclopédies généralistes :   - Britannica
  - Den Store Danske Encyklopædi
  - Dictionnaire historique de la Suisse
  - Larousse
  - Nationalencyklopedin
  - Store norske leksikon
  - Universalis
- Notices d'autorité :   - BnF (données)
  - LCCN
  - GND
  - Japon
  - Espagne
  - Israël
  - Tchéquie
  - Lettonie